# Roger Mendy
Roger Mendy   (Dakar, 8 de febrer de 1960) és un exfutbolista senegalès de la dècada de 1980.
Fou internacional amb la selecció de futbol del Senegal. Pel que fa a clubs, destacà a AS Monaco, ASC Jeanne d'Arc, Sporting Club Toulon i Pescara Calcio.